# Jean Martin (Politiker)

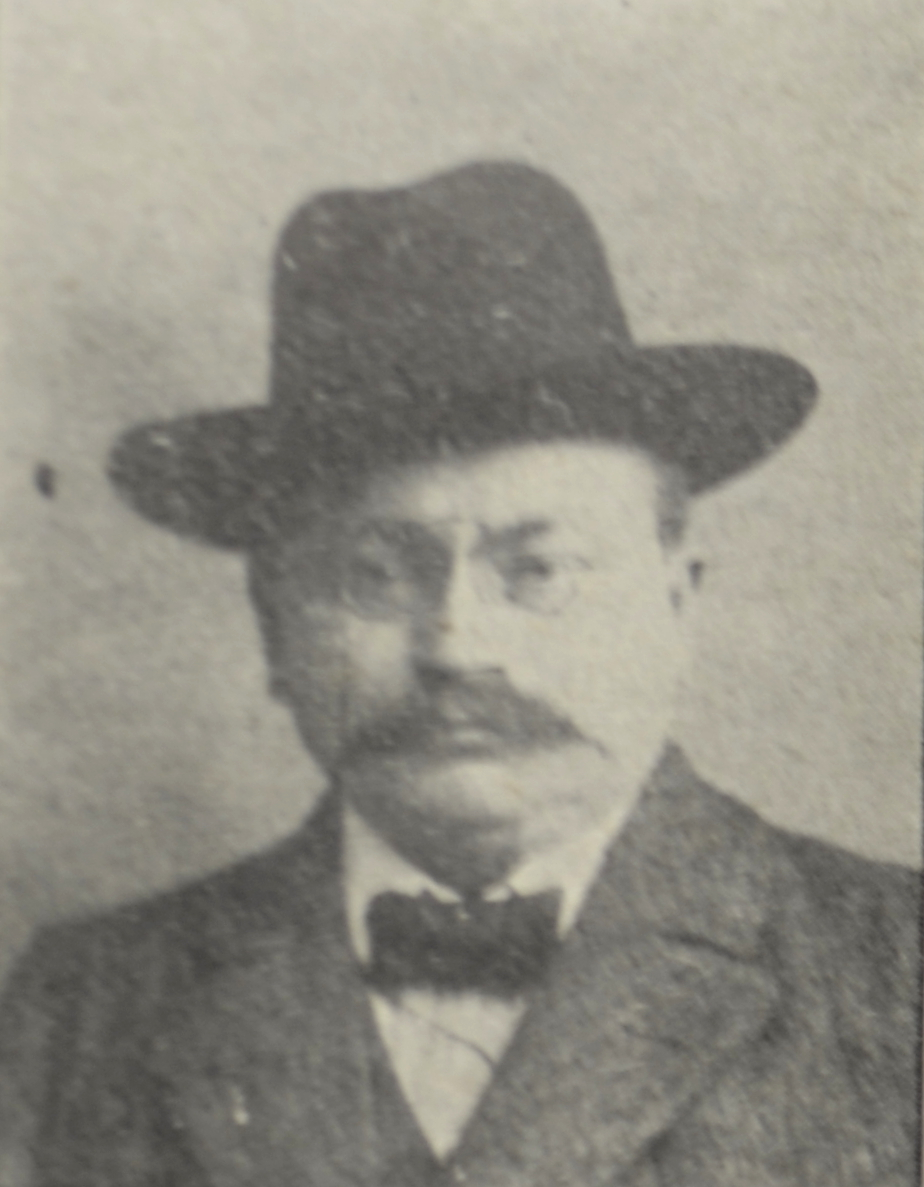
Jean Martin, 1911

Jean Martin (* 3. Februar 1868 in Buhl (Haut-Rhin); † 17. Januar 1922 in Mülhausen) war ein deutscher Politiker (SPD Elsaß-Lothringen).

## Leben und Wirken
Er besuchte die Volksschule und arbeitete danach in Gebweiler 1882 bis 1889 als Bürogehilfe und Gerichtsschreiber. 1889 bis 1890 war er kaufmännischer Korrespondent in Dornach. 1890 arbeitete er in Freiburg im Breisgau als Redaktionsvolontär bei der Oberrheinischen Zeitung. Seit 1890 wirkte er als Redakteur verschiedener SPD-naher Zeitungen in Mülhausen im Elsass und Straßburg. Darunter waren: 1890–94 Elsässische Volkszeitung (verboten), 1902/03 Freie Presse für Oberelsaß und 1903–1914 Mülhausener Volkszeitung.
Jean Martin war gemeinsam mit Charles Hickel Gründungsvorsitzender des Arbeiter-Wahlvereins für Mülhausen und Umgebung, der von 21 Sozialdemokraten am 10. Dezember 1889 gegründet und am 12. April 1890 vom Bezirkspräsidenten genehmigt wurde.
Jean Martin vertrat die SPD, zunächst im Gemeinderat von Mülhausen von 1902 bis 1908 und 1911 bis 1918. Während des Ersten Weltkriegs wurde er aus politischen Gründen aus Elsaß-Lothringen ausgewiesen. Nach 1918 durfte er ins Elsass zurückkehren und war bis zu seinem Tod Leiter der sozialistischen Tageszeitung „Republikaner“ in Mülhausen.
Er war seit der Landtagswahl 1911 bis 1918 für den Wahlkreis Mülhausen-Land Mitglied im Landtag des Reichslandes Elsaß-Lothringen für die SPD.
In den Jahren 1898 und 1903 kandidierte Jean Martin erfolglos im Wahlkreis Elsaß-Lothringen 14 (Metz) für den Reichstag.